# Lysiana subfalcata
Lysiana subfalcata, nome comum do visco do norte, é um arbusto hemiparasitário na família Loranthaceae (família dos viscos) que ocorre em todos os estados continentais da Austrália, excepto em Victoria.